# Matteo Marighella
Matteo Marighella (Ravenna, 22 dicembre 1979) è un tennista italiano, specializzato nella disciplina del beach tennis. Insieme al compagno Alex Mingozzi formava il duo M2 che dal 2007 ad oggi ha vinto due edizioni del Campionato mondiale, la terza nel 2015.

## Biografia
Soltanto all'età di 14 anni scopre il beach tennis e decide di dedicarvisi abbandonando la pratica del calcio che era stata la sua disciplina preferita fino ad allora.
Ottiene presto risultati incoraggianti che lo spingono a continuare intraprendendo la carriera professionistica.
In duo con il collega Alex Mingozzi, nel settembre del 2007 si è aggiudicato per la prima volta il titolo statunitense. All'inizio del 2008 la coppia vola fino all'isola di Reunion dove si aggiudica il primo grande evento internazionale dell'anno, successivamente dominano anche nel principale torneo di Miami confermandosi ancora il doppio da battere a livello mondiale.
La stagione estiva 2008 lo vede trionfante in 15 tornei italiani ed internazionali su 17 disputati. Vince il titolo italiano ma a sorpresa viene sconfitto ai mondiali in finale dalla coppia qatariota composta da Mohamed Akteruzzaman e Aziz Abdul Ibrahim. A settembre 2008 insieme a Mingozzi riconquista il titolo USA a New York consolidando la leadership mondiale che pare inattaccabile per diverso tempo.
Il duo denominato M2 vince senza mai perdere un solo set anche ad Aruba, Bermuda, Praga, Gran Canaria, Tampa, Lugano e Miami continuando così la storia di quella che pare la coppia più forte nella storia del beach tennis.